# Самарина
Самарина (грч. Σαμαρίνα) је насељено место у општини Гребен у периферији Западна Македонија, Грчка. Према попису из 2021. године било је 253 становника.
Према бугарском географу и историчару, Василу Канчову, у Самарини је 1900. године живело 2.600 Аромуна. Године 1920. село је имало само 76 житеља, јер је попис спроведен током зимског периода када су мештани као сточари боравили у Тесалији, али и због последица Првог светског рата. Македонски историчар Тодор Симовски, 1998. године наводи да је Самарина аромунско насеље.